# Семаранг

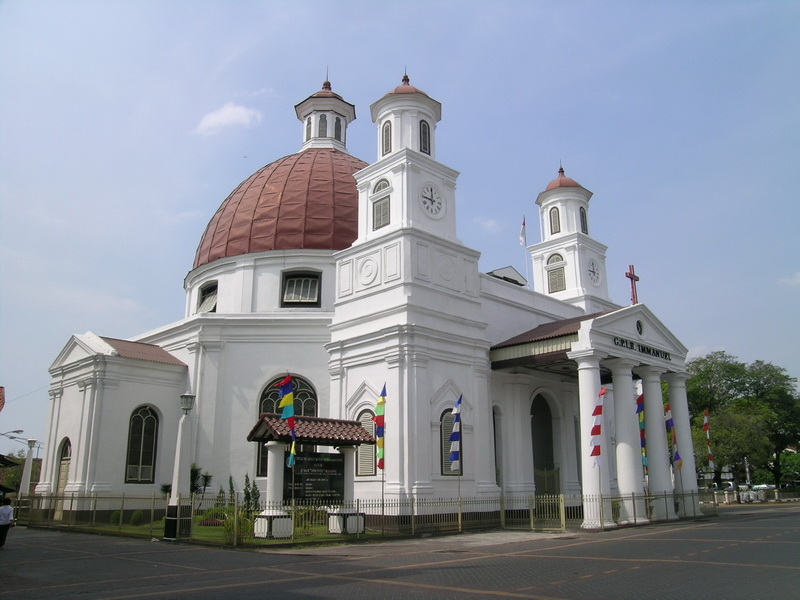
Протестантская церковь Блендук

Сема́ранг (индон. и яв. Semarang) — портовый город в Индонезии на северном побережье острова Ява.
Семаранг — административный центр провинции Центральная Ява, пятый по величине город Индонезии, расположен в устье реки Семаранг.
Большинство населения города — яванцы, в городе существует также крупная китайская диаспора. Основные языки — индонезийский и яванский.

## История
История Семаранга начинается в IX веке, тогда город назывался Бергота, рядом с ним располагался комплекс индуистских храмов Гедонг Сонго. В конце XV века исламский миссионер из соседнего султаната Демак основал здесь посёлок и мусульманскую школу. 1 мая 1547 года он был назначен султаном из Паянга первым бупати (правителем) Семаранга, это день считается датой основания города.
В 1678 году султан Амангкурат II пообещал передать контроль над Семарангом Голландской Ост-Индской компании в уплату долга.
В 1682 году голландские колониалисты основали колонию Семаранг. Ост-Индская компания, а позднее и правительство Голландской Ост-Индии создали в Семаранге табачные плантации, построили дороги и железную дорогу, что сделало Семаранг важным торговым центром колонии.
В 1920-е годы город стал центром партии левых и националистов, а с появлением Коммунистической партии Индонезии — «красным» городом.
В 1942 году во время Тихоокеанской войны Семаранг оккупировали японские войска. С получением Индонезией независимости в 1945 году Семаранг стал столицей Центральной Явы.

## Экономика и промышленность
Город состоит из 16 городских округов. До 1906 года руководители города носили имя бупати, теперь это мэр.
Через город проходят два акведука, построенных голландцами и разделяющих город на три основные части.
Западную часть города занимают промышленные предприятия. В Семаранге расположены заводы таких крупных компаний как Kubota и Coca-Cola.
Порт Семаранг на северном побережье Явы является главным портом Центральной Явы, откуда экспортируются сахар, копра, табак, кофе и каучук. Кроме этого, в городе имеется машиностроительная и электротехническая промышленность, рыбопромысловые, пищевые, текстильные, деревообрабатывающие, судоремонтные предприятия; также производятся ткани, обувь и изделия из стекла.
Народные промыслы: изготовление батиков, национальных музыкальных инструментов, резьба по дереву (Джапара). Центр по производству медикаментов из лекарственных трав.
В городе расположены представительства многих крупных банков Индонезии, а также более десятка первоклассных отелей. Большинство магазинов в городе являются небольшими семейными предприятиями, тем не менее есть четыре крупных торговых центра.
Рядом с Семарангом находится международный аэропорт, выполняющий рейсы в другие города Индонезии и Сингапур.
Семаранг связан железнодорожным сообщением с городами Джакарта и Сурабайя.
Из-за неконтролируемой добычи грунтовых вод город ежегодно опускается на 15 см, что ведёт к большому экономическому ущербу.

## Достопримечательности
- китайский храм Гедунг Бату (Sam Po Kong), в честь адмирала Чжэн Хэ, посетившего город в 1405 году.
- протестантская церковь Блендук (1753), построенная голландцами в старом городе
- памятник героям борьбы за независимость индонезии (Памятник молодёжи) около кафедрального собора Семаранга
- собор святого Розария — резиденция архиепископа
- мечеть Байдура-хан.

В Семаранге имеется несколько университетов, а также он является резиденцией католического архиепископства. Нынешний архиепископ был избран папой римским Бенедиктом XVI военным епископом Индонезии вместо Юлия Рияди Дармаатмадджа.

## Города-побратимы
- Брисбен, Австралия
- Да-Нанг, Вьетнам
- Самаринда, Индонезия
- Фучжоу, Китай (2 июня 2016)[3]